# Jan-Arie van der Heijden
Pour les articles homonymes, voir Heijden.
Jan-Arie van der Heijden est un footballeur néerlandais, né le 3 mars 1988 à Schoonhoven aux Pays-Bas. Il évolue au poste de défenseur ou milieu de terrain.

## Carrière
- 2007-2011 :  Ajax Amsterdam
  - 2009-2011 :  Willem II Tilburg (prêt)
- 2011-2015 :  Vitesse Arnhem
- 2015-2020 :  Feyenoord Rotterdam[1]
- depuis 2020 :  Willem II Tilburg

## Palmarès
- Championnat des Pays-Bas en 2017
- Coupe des Pays-Bas en 2018